# Sinasario

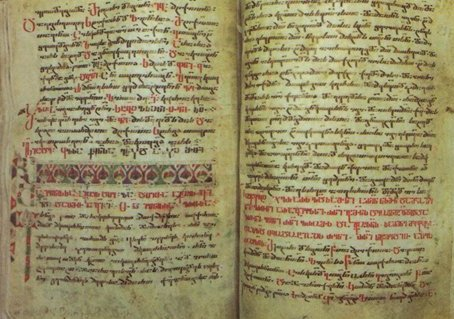
"El Gran Synaxarion" escrito en la escritura georgiana nuskhuri. El manuscrito (H-2211) fue copiado por los monjes georgianos en la Montaña Negra de Siria.

Sinasario (del griego Συναξάριον, de συνάγειν synagein, "juntar"; cf. etimología de sinaxis y sinagoga; del latín: Synaxarium, Synexarium; del copto: ⲥϫⲛⲁⲝⲁⲣⲓⲟⲛ) es el nombre dado en la Iglesia Ortodoxa a la compilación de hagiografía correspondiente, a grandes rasgos, a la martirología romana.
Hay dos tipos de sinasario:
- Sinasario simple: lista de los santos ordenados por sus aniversarios, como por ejemplo el Calendario de Morcelli.
- Sinasario histórico: incluye notas biográficas, como por ejemplo el Menologio de Basilio II y el sinasario de Simón. Las notas dadas son resúmenes de las existentes en grandes menologios, o colecciones de las vidas de los santos, durante los doce meses del año. Como las lecciones en la Divina Liturgia son mayoritariamente vidas de santos, el sinasario se convirtió en colecciones cortas de las vidas de los santos y mártires, pero también incluía eventos de famosas visiones de los santos e, incluso, narrativas útiles.[2][3]

## Definiciones
El significado exacto del nombre ha ido cambiando con el tiempo. Su primer uso fue para el índice de la Biblia y otros textos leídos durante la misa. En este sentido, corresponde al latín capitulare y comes. Luego, el sinasario fue relleno con el texto completo de las perícopas para leerlas. En cuanto a lo que concernía a la Sagrada liturgia, esto significaba que se transformaba esencialmente en los libros del Evangelio y Apóstoles. Sinasario continuó siendo el título del índice para las demás lecciones. Sin cambiar su nombre fue englobando textos completos de otras lecciones. El simple índice de dichas lecciones es generalmente llamado menologion heortastikon, un libro que ahora apenas es usado o necesitado, desde que los manuales ortodoxos de liturgia contienen la misma, y más, información.
Ciertos calendarios existentes en la Edad Media también eran llamados sinsarios. Karl Krumbacher describe en su obra los compuestos por Christopher de Mytilene y Theodore Prodromus en el siglo XII.

## Ejemplos
El sinasario más antiguo existente pertenece, aparentemente, al siglo X. Existen numerosos sinasarios medievales manuscritos. Son muy importantes para el estudio de los ritos religiosos bizantinos e historia religiosa. Las cortas vidas de las cuales se crearon las lecciones estaban escritas por numerosos escritores, de los cuales Simón Metafraste es el más importante. Éstas tienen valores históricos muy distintos y variados. El emperador Basilio II (976-1025) ordenó una revisión del sinasario, cuya forma son un elemento importante de la versión actual. El sinasario ahora es utilizado como un libro independiente; está incorporado en el Menaion. Los pasajes de santos o festividades se encuentran en el Orthro después de la sexta oda del Canon. Está impreso en orden y cada título tiene el sinasario como nombre, en su uso moderno, no en la colección entera aunque cada lección está separada en el Menaion y en otros libros. Un ejemplo de esto (para Martín I, 13 de abril) se encuentra en Nilles, op. cit., infra, I, xlix.
La publicación del texto del sinasario en árabe (السِّنْكِسارُ) de la Iglesia Copta Ortodoxa empezó simultáneamente por J. Forget en el Corp. script. orient. y por R. Basset en el Patrologia Orientalis. También hay varios sinasarios georgianos.

## Uso bizantino
Durante los ritos ortodoxos y griego-católicos la lectura del sinasario (en el sentido de leer los resúmenes de las vidas de los santos del día) tienen lugar tras la sexta oda del Canon de los mártires o tras la Divina liturgia. El sinasario puede estar impreso en un volumen separado o incluido con otros textos litúrgicos como el Menaion o el Horologio.